# هاينريش كلينشروث
هاينريش كلينشروث (بالألمانية: Heinrich Kleinschroth) مواليد 15 مارس 1890 في كيتسينغن، الإمبراطورية الألمانية - الوفاة 10 يناير 1979 في ميونخ، ألمانيا الغربية، كان لاعب كرة مضرب ألماني بدأ مسيرته كمحترف سنة 1906، اعتزل اللعب في 1938. أعلى تصنيف له في الفردي كان المركز الـ 9 في سنة 1914.

## روابط خارجية
- هاينريش كلينشروث على موقع رابطة محترفي التنس (الإنجليزية)
- هاينريش كلينشروث على موقع الاتحاد الدولي لكرة المضرب (الإنجليزية)
- هاينريش كلينشروث على موقع كأس ديفيز (الإنجليزية)
- هاينريش كلينشروث على موقع أرشيف التنس.كوم (الإنجليزية)
- هاينريش كلينشروث على موقع خلاصة التنس.كوم (الإنجليزية)